# Áncash (département)
Áncash est un des 24 départements du Pérou, créé le 12 février 1821. Il se situe dans le nord du Pérou, le long du Pacifique.
Áncash vient du mot quechua Anqas, qui veut dire bleu. Contraste entre le bleu du ciel et la blancheur des sommets andins de la région.

## Géographie

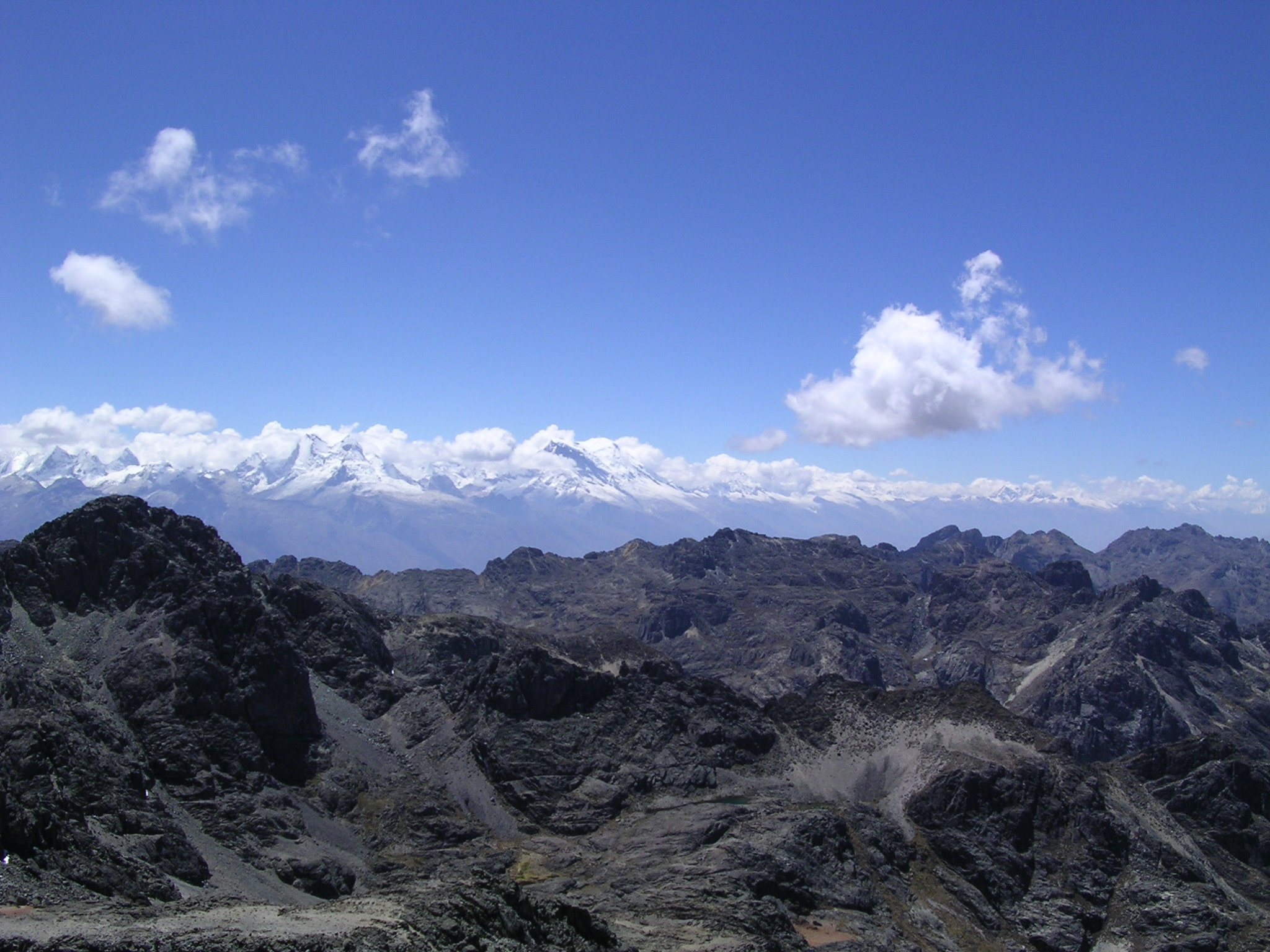
Cordillera Blanca et Cordillera Negra dans le département d'Ancash

### Frontières
- Au nord : département de La Libertad
- Au sud : Région de Lima
- À l'est : département de Huánuco
- À l'ouest : l'océan Pacifique

### Divisions administratives
La région est composée de  20 provinces qui sont elles-mêmes divisées en 165 districts. 
|  | 1. Aija (capitale : Aija) 2. Antonio Raimondi (capitale : Llamellín) 3. Asunción (capitale : Chacas) 4. Bolognesi (capitale : Chiquián) 5. Carhuaz (capitale : Carhuaz) 6. Carlos Fermín Fitzcarrald (capitale : San Luis) 7. Casma (capitale : Casma) 8. Corongo (capitale : Corongo) 9. Huaraz (capitale : Huaraz) 10. Huari (capitale : Huari) 11. Huarmey (capitale : Huarmey) 12. Huaylas (capitale : Caraz) 13. Mariscal Luzuriaga (capitale : Piscobamba) 14. Ocros (capitale : Ocros) 15. Pallasca (capitale : Cabana) 16. Pomabamba (capitale : Pomabamba) 17. Recuay (capitale : Recuay) 18. Santa (capitale : Chimbote) 19. Sihuas (capitale : Sihuas) 20. Yungay (capitale : Yungay) |

### Climat et relief
Trois routes traversent d'ouest en est cette région de contraste dominée d'un cōté par deux chaînes de montagnes, la Cordillère Blanche et la Cordillère Noire, et de l'autre par les déserts qui longent la cōte pacifique ; d'ailleurs, une fosse océanique de 6 768 m se trouve sur une des cōtes. Au milieu se forme le Callejon de Huaylas, Callejon voulant dire impasse, ruelle. C'est en fait une vallée. 
Dans cette région se situent également le sommet le plus haut du Pérou, le Mont Huascarán ainsi que le Parc national de Huascarán.
En suivant la Panaméricaine Nord, on traverse une zone désertique jusqu'à la ville de Chimbote, l'un des principaux ports du pays.
Ces déserts sont le fruit du manque d'humidité causé par l'action combinée du courant de Humboldt, qui empêche les pluies de tomber, et de la Cordillère des Andes, qui empêchent les pluies de se verser sur le versant oriental de la chaîne. Les rivières qui descendent des Andes viennent arroser les vallées irriguées qui servent à l'agriculture.
L'eau a une importance capitale dans cette région. De nombreux lacs, dont le plus célèbre est celui de Conococha, source du fleuve Santa, le principal de cette région.
Il s'y trouve aussi des sources d'eau thermales et minérales.
- Source privilégiée pour l'andinisme, l'alpinisme andin, mais aussi pour le trekking. En effet, les sentiers préhispaniques offrent d'excellentes opportunités d'apprécier aussi bien les vestiges archéologiques que les paysages enchanteurs.

## Histoire
Les Incas subirent une résistance très forte, à ce point même que quelques peuples migrèrent et devinrent la source de quelques peuples amazoniens. 
Les Espagnols arrivèrent très tōt et s'intéressèrent aux mines d'argent et à leur exploitation. C'est pour cela que la date de création de la région ne l'est pas vraiment. La recherche de l'or et de l'argent amenèrent la destruction totale des villes et villages indigènes, en représailles à l'esprit d'indépendance de ses habitants.
Celui-ci fut mis au service des pères de l'indépendance de l'Amérique du Sud : San Martín et Simón Bolívar. Le 12 février 1821, San Martín, énonce le décret de création du département ainsi que les élections dans le territoire occupé par les patriotes.
Ce département a subi des disparitions administratives jusqu'au 28 février 1839, jour où le Maréchal Agustín Gamarra lui redonna vie en l'honneur d'une bataille gagnée pour l'indépendance.
Cette même ferveur, les Ancashinos l'ont montré durant la guerre contre le Chili.
Cette région a survécu à trois catastrophes majeures du pays :
- les inondations de 1945, qui détruisirent une partie de la capitale, faisant 5 000 victimes ;
- en 1962, 4 000 personnes disparurent dans la destruction de la ville de Ranrahirca et ses environs ;
- mais la plus grande eut lieu le 31 mai 1970, quand un tremblement majeur détruisit la capitale et toute sa région, tuant entre 54 000 et 70 000 personnes.

### Cultures principales
Chaque province a sa culture. Deux sites et leurs vestiges sont connus pour l'importance qu'ils ont dans l'histoire du pays.
- Chavín, également connu sous le nom de Chavín de Huántar et situé dans les montagnes ;
- Sechín, située près de la côte.

La culture Recuay a laissé quant à elle des sculptures sur pierre et des jarres représentant des félins.

## Ressources naturelles
Le charbon est la principale ressource naturelle. On y trouve aussi de l'argent, du cuivre et du zinc.
- L'agriculture est différente selon la région. Sur la côte, c'est la canne à sucre, le riz, les fruits et le coton. Dans les vallées andines, la pomme de terre, le maïs, le blé, l'orge, l'oca et l'ulluco.

### Énergie
La fonte des glaciers vient approvisionner les centrales hydroélectriques qui donnent l'énergie aux habitants d'Ancash.
- Les spécialistes ont calculé que, dans 10 ans, il ne resterait plus de glaciers dans les Andes à cause du réchauffement de la planète et de l'utilisation de l'eau résultant de la fonte des glaciers.

## Plats typiques
- Le cochon d'Inde, cuy en espagnol, est préparé de nombreuses façons.
- Le maïs Chochoca est également très utilisé.
- Les jambons fumés sont une spécialité de cette région.

## Folklore
- Les danses, en groupe, représentent des combats.

## L'artisanat
- Le fer forgé, le cuir et l'osier ainsi que le travail du tissu.

## Économie
- Mine de Pierina
- Mine de Quellaveco